# Ужас у висинама
„Ужас у висинама“ (енгл. The Horror of the Heights), такође преведена под насловом „Ужас висина“, кратка је хорор прича Артура Конана Дојла. Први пут је објављена у часопису Strand Magazine 1913.
Прича је била део више збирки прича: Danger! and Other Stories (1918), као и у збиркама као што је 5. том The Road to Science Fiction.
Прича је била део игре улога Forgotten Future III.

## Синопсис
Прича је испричана кроз крвљу умрљану бележницу откривену на пољу једну миљу од села Витихем. Писао ју је господин Џојс-Армстронг, а недостају јој прве две и последња страница; бележница је због тога названа „Џојс-Армстронгов одломак”.
Џојс-Армстронг, одважни авијатичар, био је знатижељан због смрти одређених пилота који су покушали да оборе тренутни рекорд летења на висини од 30.000 стопа. Недавне жртве укључују неке чудне смрти − један од њих, Хеј Конор, умро је након слетања док је још био у свом авиону, док је други, Миртл, пронађен обезглављен. Џојс-Армстронг спекулише да би одговор на ове смрти могао бити резултат онога што он назива „ваздушне џунгле”:
Постоје џунгле у горњим слојевима ваздуха […] Једна се простире над По-Бијариц округом Француске. Друга је тик изнад моје главе док пишем овде у свом дому у Вилтширу. Прилично сам сигуран да постоји и трећа у Хомбург-Висбаден округу.
Џојс-Армстронг подиже свој моноплан на висину од 40.000 стопа и замало га погађају три метеора. Тада сазнаје да су његове спекулације тачне: читави екосистеми (ваздушне џунгле) постоје високо у атмосфери и настањују их огромна, желатинаста, получврста створења. Након што је прошао кроз јато животиња које површно подсећају на медузе и змије, Џојс-Армстронга напада једно чвршће, али аморфно створење са кљуном и пипцима, од кога за длаку успева да се спасе. Затим успешно слеће на земљу.
Авијатичар пише да ће поново одлетети у ваздушну џунглу како би донео доказе својих открића, али овде се одломак завршава, осим једне последње реченице која гласи:
„Четрдесет три хиљаде стопа. Никада више нећу видети Земљу. Пода мном су, троје њих. Нека ми је Бог у помоћи; то је ужасан начин да се умре!”
Наратив изван бележнице затим објашњава да је Џојс-Армстронг нестао и да је његов моноплан откривен срушен на граници Кента и Сасекса.